# Tallahassee Tennis Challenger 2005
Il Tallahassee Tennis Challenger 2005 è stato un torneo di tennis facente parte della categoria ATP Challenger Series nell'ambito dell'ATP Challenger Series 2005. Il torneo si è giocato a Tallahassee negli Stati Uniti dal 4 al 10 aprile 2005 su campi in cemento.

## Vincitori

### Singolare
Brian Vahaly ha battuto in finale  Justin Gimelstob con il punteggio di 6–4, 6–0

### Doppio
Robert Lindstedt /  Alexander Peya hanno battuto in finale  Goran Dragicevic /  Mirko Pehar con il punteggio di 6–2, 7–5